# Lago Ranco
El lago Ranco es el tercer mayor lago de Chile, tras el Llanquihue y el General Carrera, con una extensión de 442 km². En sus riberas habitan unas 30 comunidades indígenas. Está ubicado en la provincia de Ranco, región de los Ríos.

## Ubicación y descripción

Mapa topográfico del Lago Ranco.

El lago Ranco posee alrededor de 25 islas e islotes. Apenas 4 de ellas están actualmente ocupadas: isla Huapi, la principal, está habitada por una comunidad mapuche; isla Culcuma, isla Penique e isla Llillipen, estas últimas están habitadas en su mayoría por particulares en casas de veraneo.
Entre sus mayores atractivos se encuentra la pesca deportiva. Algunos sitios de interés turístico que mencionar son La Piedra Mesa, la pisada del Diablo, la Playa del Arenal y balseo de Puerto Lapi y el salto del Nilahue.
Al norte del lago  Ranco se encuentra la comuna de Futrono, principal centro poblado y de servicios de la Cuenca. Por el este, hay una pequeña porción del lago que pertenece administrativamente a la Comuna de La Unión. Al sur del lago se ubica la Comuna de Lago Ranco. 
Famosos son el Balneario de Coique ubicado en el extremo nororiente, que junto a las playas de San Pedro, Puerto Nuevo, Huequecura, Riñinahue, el Arenal constituyen una red de zonas balnearias disponibles para residentes y visitantes. 
Igualmente el lago da nombre a la ciudad ubicada a 47 km al noreste de río Bueno y a 887 km al sur de Santiago. Esta ciudad fue fundada el 14 de febrero de 1941 durante el gobierno de Pedro Aguirre Cerda en la época de los radicales. Es una de las ciudades más ricas en cuanto a vegetación nativa, aunque ya desde el año 1930 se habían formado los primeros asentamientos (Población Los Rosales) debido al auge maderero del sector.

## Historia

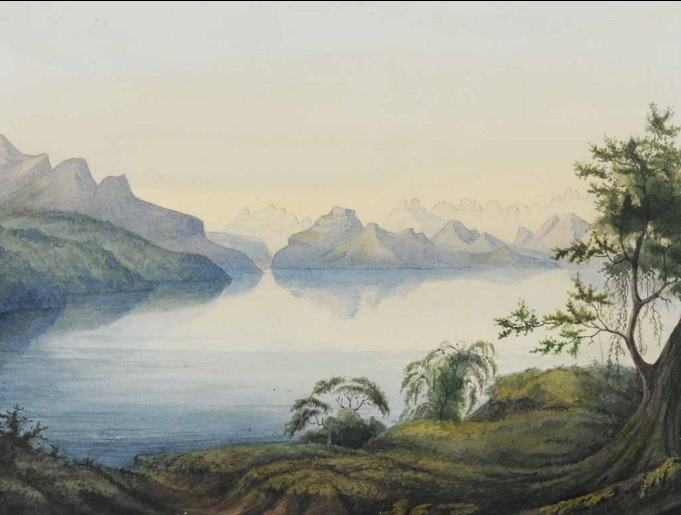
Lago Ranco, dibujado por Pedro José Amado Pissis.

El lago recibe su nombre del mapudungun Rew-ko, Agua con oleaje.
Luis Risopatrón lo describe en su Diccionario Geográfico de Chile (1924):: 751 
Ranco (Lago de). Tiene unos 400 km² de superficie, no se ha encontrado fondo en él con 80 m de sondaleza Y se haya a 70 m de altitud, cercado de altas montañas, con bosques de excelentes maderas con fértiles planicies y valles, por los que corren copiosos caudales; contiene varias islas e islillas, cubiertas de lozana vegetación, habitadas y cultivadas por familias indígenas, desagua por su extremo que da nacimiento al río Bueno. Contiguo al lado Sur de su desagüe existió el fortín San Pedro de Ranco, construido en noviembre de 1580 i otro que se llamaba Villaviciosa.
El 6 de febrero de 2024, Sebastián Piñera, político, multimillonario y expresidente de Chile, falleció en un accidente de helicóptero, ocurrido en las aguas del lago.

## Población, economía y ecología
Uno de los principales centros de atractivo turístico de la comuna son las playas de Lago Ranco, en las que se encuentran ubicados dos centros de comercio: una feria artesanal y un centro de comida, además de un parque acuático disponible para la comunidad y visitantes durante la temporada estival.
El Lago Ranco, gracias su playa, ofrece una oportunidad para el turismo. La ciudad cuenta con hospedaje, cabañas y camping para los turistas que lleguen al lugar.
Se están desarrollando también muchos emprendimientos sea de lugareños, como también de personas que atraídos por la belleza del lugar, cercanía a importantes ciudades, internet y electricidad estable, pueden tener a Lago Ranco como una alternativa de manejar sus negocios a distancia.

### Estado trófico
La eutrofización es el envejecimiento natural de cuerpos lacustres (lagos, lagunas, embalses, pantanos, humedales, etc.) como resultado de la acumulación gradual de nutrientes, un incremento de la productividad biológica y la acumulación paulatina de sedimentos provenientes de su cuenca de drenaje.: 4  Su avance es dependiente del flujo de nutrientes, de las dimensiones y forma del cuerpo lacustre y del tiempo de permanencia del agua en el mismo.: 24  En estado natural la eutrofización es lenta (a escala de milenios), pero por causas relacionadas con el mal uso del suelo, el incremento de la erosión y por la descarga de aguas servidas domésticas entre otras, puede verse acelerado a escala temporal de décadas o menos.: 4  Los elementos más característicos del estado trófico son fósforo, nitrógeno, DBO5 y clorofila y la propiedad turbiedad.
Existen diferentes criterios de clasificación trófica que caracterizan la concentración de esos elementos (de menor a mayor concentración) como: ultraoligotrófico, oligotrófico, mesotrófico, eutrófico, hipereutrófico. Ese es el estado trófico del elemento en el cuerpo de agua. Los estados hipereutrófico y eutrófico son estados no deseados en el ecosistema, debido a que los bienes y servicios que nos brinda el agua (bebida, recreación, higiene, entre otros) son más compatibles con lagos de características ultraoligotróficas, oligotróficas o mesotróficas.: 14 
Según un informe de la Dirección General de Aguas de 2018, el lago tenía en 2009 un nivel de oligotrofia con un alto grado de intervención antrópicas.: 27 